# Napa Kiatwanchai
Napa Kiatwanchai est un boxeur thaïlandais né le 27 juillet 1967 à Nakhon Ratchasima.

## Carrière
Passé professionnel en 1988, il devient champion du monde des poids pailles WBC le 13 novembre 1988 après sa victoire aux points contre Hiroki Ioka. Kiatwanchai conserve sa ceinture contre John Arief et à nouveau Hiroki Ioka puis est battu par Choi Jum-hwan le 12 novembre 1989. Il met un terme à sa carrière sportive en 2000 sur un bilan de 16 victoires, 8 défaites et 1 match nul.